# بيل باريت (رسام)
بيل باريت (بالإنجليزية: Bill Barrett)‏ هو رسام أمريكي، ولد في 21 ديسمبر 1934 في لوس أنجلوس في الولايات المتحدة.